# Anaurilândia
Anaurilândia, amtlich Município de Anaurilândia, ist eine Stadt im brasilianischen Bundesstaat Mato Grosso do Sul in der Mesoregion Ost in der Mikroregion Nova Andradina.

## Geschichte
Der Gründer der Stadt war Ciriaco Gonzales. Er kam 1916 in die Gegend in Begleitung von Major Cecilio Manoel da Costa Lima. Gonzales erwarb am 19. Januar 1940 5870 ha eines Gebietes, das Klarwasser (Água Clara) genannt wurde. 
Damals wurde auf dem heutigen Stadtgebiet die einheimische Pflanze Yerba Mate angebaut.

### Name
Der Stadtgründer war verheiratet mit Anaurelíssia Gonzales. Der Name der Stadt leitet sich vom Vornamen der Ehegattin des Gründers ab, Dona Anaurelíssia Gonzales.

## Geografie

### Lage
Die Stadt liegt 372 km von der Hauptstadt des Bundesstaates (Campo Grande) und 1067 km von der Landeshauptstadt (Brasília) entfernt. Nachbarstädte sind Bataguassu, Batayporã, Nova Andradina und Rosana.

### Gewässer
Die Stadt steht unter dem Einfluss des Rio Paraná, der zum Flusssystem des Río de la Plata gehört. 
Weiter Flüsse: 
- Rio Baía: rechter Nebenfluss des Rio Paraná.
- Rio Quiterói: rechter Nebenfluss des Rio Paraná.

### Vegetation
Das Gebiet ist ein Teil der Cerrados (Savanne Zentralbrasiliens).

### Klima
In der Stadt herrscht Tropisches Klima (Aw).

## Verkehr
Die Landesstraße MS-276 endet in der Stadt und wird als Landesstraße MS-395 weitergeführt.

## Durchschnittseinkommen und HDI
Das Durchschnittseinkommen lag 2011 bei 14.696 Real, der Index der menschlichen Entwicklung (HDI) bei 0,670.